# Gymneleotris seminuda
A Gymneleotris seminuda a csontos halak (Osteichthyes) főosztályának a sugarasúszójú halak (Actinopterygii) osztályába, ezen belül a sügéralakúak (Perciformes) rendjébe, a gébfélék (Gobiidae) családjába és a Gobiinae alcsaládjába tartozó faj.
Nemének egyetlen faja.

## Előfordulása
A Gymneleotris seminuda előfordulási területe a Csendes-óceán keleti felének a középső részén van. Az Alsó-Kaliforniától kezdve, Mexikó nyugati partján keresztül, egészen Ecuadorig lelhető fel.

## Megjelenése
Ez a gébféle legfeljebb 5 centiméter hosszú.

## Életmódja
Trópusi és tengeri hal, amely a korallzátonyokon él, egészen 23 méteres mélységig. Az algákkal benőtt köves és koralltörmelékes élőhelyeket kedveli.